# Centralni bantu jezici zone E
Centralni bantu jezici zone E (privatni kod: cnbn) jedna od glavnih skupina centralnih bantu jezika iz Tanzanije i Kenije. Obuhvaća (34) jezika, to su:
a. Chaga (E.30) (7): gweno, kahe, machame, mochi, rombo, rwa, vunjo;
b. Kikuyu-Kamba (E.20) (8): dhaiso; embu; gikuyu; kamba;
b1. Meru (4): chuka, meru, mwimbi-muthambi, tharaka;
c. Kuria (E.10) (11): gusii, ikizu, ikoma, kabwa, kuria, ngurimi, sizaki, suba, temi, ware, zanakijski;
d. Nyika (E.40) (10): 
d1. Malakote (1): malakote;
d2. Mijikenda (5): chonyi ili chonyi-dzihana-kauma jezik, digo, duruma, giryama, segeju;
d3. Pokomo (2): pokomo (2 jezika, gornji i donji);
d4. Taita (2): sagalla, taita.

## Vanjske poveznice
- Ethnologue (14th)
- Ethnologue (15th)